# Parafia Świętego Krzyża i Matki Bożej Bolesnej w Dębicy
Parafia pw. Świętego Krzyża i Matki Bożej Bolesnej w Dębicy – parafia rzymskokatolicka znajdująca się w diecezji tarnowskiej w dekanacie Dębica Wschód. Erygowana w 1987. Pierwszym proboszczem parafii, w latach 1987-2019, był ks. Józef Wątroba.